# Michael Kantakuzenos (Neffe Alexios’ III.)
Michael Kantakuzenos (mittelgriechisch Μιχαήλ Καντακουζηνός; * um 1170; † nach 1199) war ein byzantinischer Aristokrat, der 1199 als Thronprätendent gegen Kaiser Alexios III. auftrat.

## Leben
Michael Kantakuzenos war ein frühes Mitglied der Familie Kantakuzenos, die im 14. Jahrhundert mehrere Kaiser und Despoten stellte. Er war (vermutlich) der einzige Sohn des Kaisars Johannes Kantakuzenos und der Irene Angelina, Schwester der Kaiser Isaak II. und Alexios III. Die Ehe seiner Eltern war von Manuel I. und Patriarch Lukas Chrysoberges wegen siebten Verwandtschaftsgrades für unzulässig erklärt und erst 1186 von Niketas II. Muntanes sanktioniert worden.
Im April 1195 unterstützte Kantakuzenos seinen Onkel Alexios III. bei dessen Staatsstreich gegen Isaak II. Als der Kaiser, der keinen männlichen Erben und kurz zuvor zwei seiner Schwiegersöhne verloren hatte, im Frühjahr 1199 auch noch schwer erkrankte, trat Kantakuzenos kurzzeitig als Prätendent (in Konkurrenz zu seinem Großonkel Johannes Dukas und dessen Neffen Manuel Kamytzes) auf. Sein weiteres Schicksal ist unbekannt.